# فاناسار
فاناسار (بالإنجليزية: Vanassaare)‏ هي قرية تقع في إستونيا في Saare Parish. يقدر عدد سكانها بـ 44 نسمة .